# Джон Голт (педагог)
Джон Калдвелл Голт (англ. John Caldwell Holt; 14 квітня 1923, Нью-Йорк — 14 вересня 1985, Бостон) — американський педагог.

## Життєпис
Джон Голт народився 14 квітня 1923 року у Нью-Йорку у забезпеченій сім'ї. Навчався у Єльському університеті за спеціальністю «інженер-технолог». У 20 років залишив навчання і вступив до військово-морського флоту, де прослужив три роки на підводному човні США в роки Другої світової війни. Від військової служби Дж. Голт відмовився, у зв'язку з трагедією в Хіросімі. Працював шість років на уряд (1946–1952). Потім рік подорожував по Європі.
Після повернення, його сестра Джейн Пітчер, бачачи як він любив її дітей, переконала його відвідати школу Рокі Маунтін в Колорадо. Після відвідань школи він вирішив працювати у ній, незважаючи на те, що він спочатку не отримував оплати за свою роботу. У школі він викладав англійську, французьку і математику. У 1957 він переїхав до Бостона. Попрацювавши один рік у школі, він був звільнений за те, що наполягав на тому, що тестування шкодить навчанню. Згодом він працював у двох приватних школах.
Свій досвід педагогічний роботи Дж. Голт почав викладати у книзі. У 1961 його знайомий вчитель розповів про цю книгу другові. Той в свою чергу розповів іншим. В результаті цього редактор Джером Озер, написав Дж. Холту про те, що хоче видати його книгу. Так були видані його перші книги: «Причини дитячих невдач», «Запорука дитячих успіхів», «Школа, яка не розвиває». Дж. Голт став освітнім критиком. Батьки і вчителі з усієї країни зверталися до нього з порадами. Він чотири дні із п'яти проводив у дорозі: читав лекції, відвідував школи, проводив зустрічі зі своїми однодумцями і друзями.
У 1965 заснував «Асоціацію Джона Голта», президентом якої він був до кінця життя. Дж. Голт дальше здійснював подорожі, відвідав сотні шкіл, у яких бесідував з педагогами та з учнями про їхній досвід та успіхи у навчанні. Також читав свої лекції в Гарвардському у 1968, Каліфорнійському у 1969 університетах.
Помер від раку 14 вересня 1985 року у Бостоні.

## Педагогічна діяльність
На початку своєї педагогічної діяльності у школі Рокі Маунтін Дж. Голт почав задумуватися про те, що значна кількість учнів у школах не досягає високих успіхів у навчанні. Пізніше свої роздуми з цього питання він описав у книзі «Причини дитячих невдач».
Дж. Голт проводив час з маленькими дітьми своїх рідних і друзів. У них він бачив енергію, мужність, терпимість до двозначності і до того, що дорослі називають «невдачею», справжні навички до навчання. Ці риси фактично були повністю відсутні в учнів п'ятого класу, з якими Дж. Голт працював. Він підтримав ідею домашнього навчання, листувався з широким колом людей, які обмінювалися своїми ідеями й досвідом у вихованні дітей. Так, з'явився на світ журнал «Особистісний ріст без шкільної освіти» — проект, який існував у останні роки життя Дж. Голта. На основі листів батьків про свій досвід домашнього навчання, які були надруковані в цьому журналі, Дж. Голт написав книгу «Навчи себе». Ця книга і сьогодні залишається настільною книгою прихильників домашнього навчання.
У 1982 році Джон Голт почав писати книгу «Неперервне навчання». В ній описував про те як діти вчаться читати, писати і рахувати поза школою. Діти, без примусу чи маніпулювання ними, при відповідній підготовці, можуть сприймати інформацію з навколишнього світу.